# 文庫 (出版)
以出版的角度來說，一套文庫，或文庫集（法語：collection éditoriale）是指將一組書，一般是不同作者的作品，集合在同一個標題下（書集），並由一家固定的出版社刊行。集合在一套文庫中的書有相同的尺寸、裝幀、封面設計及異於其他書籍的特色。此外，每本書除了自身書名，還必須標註所屬文庫之名。

## 簡史

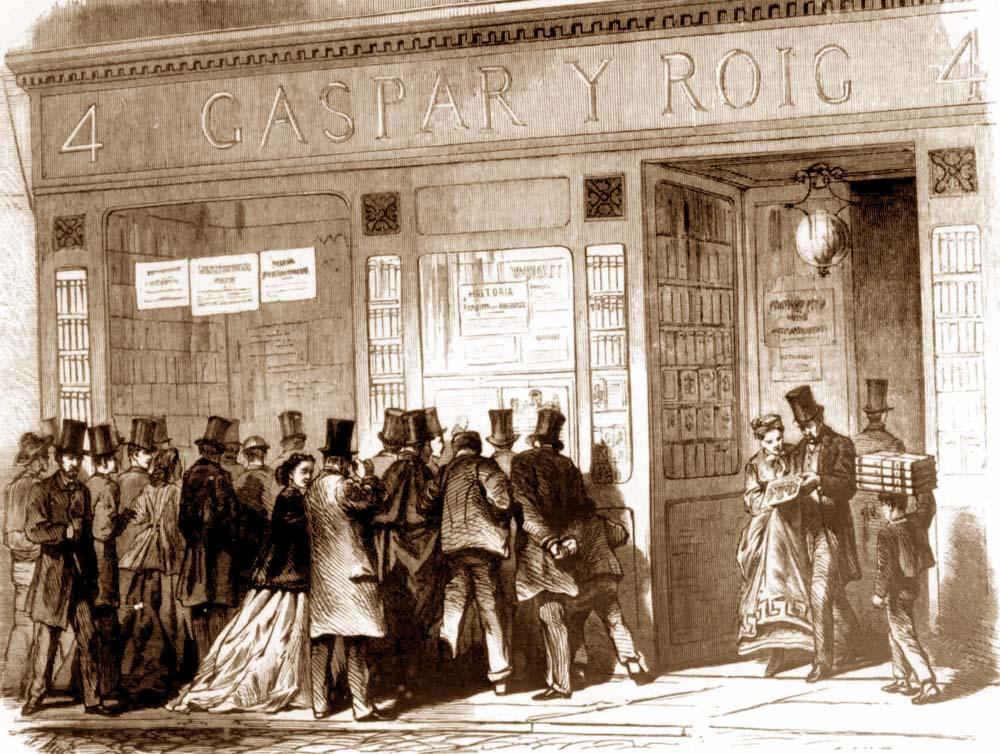
位於西班牙馬德里的加士柏與羅伊格書店（Gaspar y Roig）在19世紀的盛況。

在法國，最早發明「文庫」這個概念的是19世紀出版家路易·哈謝特，當時稱做，意思是「圖書館」。
在19世紀的西班牙亦刊行了衆多文庫集，如1851年開始出版的《加士柏與羅伊格插畫文庫》包含字典、小說、文獻、歷史、宗教、哲學等不同領域和題材的作品，甚至整本《聖經》都被一齊收錄其中。
在義大利，最早的文庫是一部收集了12位古希臘史學家作品的（歷史文庫），由16世紀人文主義者湯馬素·博嘉奇整理彙編，再由加布歷·喬黎度於1563至1585年間在威尼斯陸續印行。他們將這套文庫裡的每一本書隱喻為項鍊上的一環（ring），抑或裝點這條項鍊的一份「喜悅」（joy），因為義大利文本意就是「項鍊」。

## 定義
文庫的特徵之一是外觀呈現一致性，使用相同的紙張尺寸、相同類型的封面和書脊，比如封面都會用同一種顏色，法國出版社戴樂茲及黎泰蔻刊行的文庫就是運用同色系的代表；某些文庫則是系統性地使用不同顏色。一般情況下，內頁視覺設計同排版亦完全一致，包括使用的紙張類型、重量、印刷字體以及文字佈局，並附有序號，比如《加利瑪發現文庫》。有些文庫甚至連頁數都一樣，比如《我何所知？》的每本書都固定在128頁。
文庫的另一特徵是在題材方面具有相似性，比如收集文學作品的文庫只能包含經典名著（小說或具文學價値的非虛構作品）、翻譯作品或詩歌等；具有文獻、紀錄性質的文庫包含研究作品、實用書籍等。後者可以是一套組合在一種固定題材下的文本，比如將研究考古學的各種專題論文集結成書再組成一套文庫，亦或是天文學或研究其他人類文明成果的主題。分類更細致的文庫通常專業性更強，如專門收錄埃及學、天文學或工程學的研究文等等。反之則是傾向百科全書式的文庫，如《加利瑪發現文庫》，這套文庫又按題材細分成七個系列，每個系列都叫做「叢書」。從這個角度來講，一套文庫可以是多套叢書的集合。
視覺特色非常重要，因為這是一套文庫的辨識標誌。大多文庫都有一位固定的全局負責人，叫做「文庫總監」（directeur de collection），除了保證品質，總監亦可確保文庫在視覺裝幀方面的一致性（自身特色）、編輯流程方面的統一性以及選材內容方面的豐富多樣卻不會偏離文庫主題。
某些文庫集由於知名度頗高，甚至被人誤認為是獨立的出版社，比如加利瑪出版社的《七星文庫》就是如此。
在講英文的國家一般不流行稱文庫做，像《七星文庫》、《加利瑪發現文庫》、《我何所知？》這些在英文世界被定義為（叢書）。由於華文世界習慣跟隨英文慣用法，所以也通常翻譯為「叢書」，如《加利瑪發現文庫》的中譯名「發現之旅叢書」就是一例。

## 關連項目
- 叢書
- 文庫本
- 專題論集（英语：Monographic series）